# Taïryk Arconte
Taïryk Arconte (Les Abymes, 12 novembre 2003) è un calciatore francese, attaccante del Pau e della nazionale guadalupense.

## Carriera

### Club
Nato a Guadalupa, nel 2019 si trasferisce nel settore giovanile dell'Ajaccio, con cui debutta in prima squadra il 3 aprile 2021, a soli 17 anni, nella partita di Ligue 1 vinta per 3-0 contro il Valenciennes; una settimana più tardi segna la prima rete in carriera, in occasione del pareggio per 1-1 contro il Le Havre. Il 25 aprile firma il primo contratto professionistico con i corsi, di durata quadriennale; dopo aver conquistato la promozione in Ligue 1, il 1º settembre 2022 viene ceduto al Brest, con cui si lega fino al 2026. Il 21 agosto 2023 passa in prestito al Rodez.

### Nazionale
Nel 2022 ha disputato, con la nazionale Under-19 francese, gli Europei di categoria, in cui ha segnato una rete. Nel 2023 ha ricevuto la prima convocazione con la nazionale guadalupense, con cui ha esordito il 7 settembre, nella partita di CONCACAF Nations League vinta per 1-2 contro Saint Kitts e Nevis, marcando il gol decisivo per la sua squadra.

## Statistiche

### Presenze e reti nei club
Statistiche aggiornate all'8 dicembre 2023.
| Stagione        | Squadra         | Campionato      | Campionato | Campionato | Coppe nazionali | Coppe nazionali | Coppe nazionali | Coppe continentali | Coppe continentali | Coppe continentali | Altre coppe | Altre coppe | Altre coppe | Totale | Totale |
| Stagione        | Squadra         | Comp            | Pres       | Reti       | Comp            | Pres            | Reti            | Comp               | Pres               | Reti               | Comp        | Pres        | Reti        | Pres   | Reti   |
| --------------- | --------------- | --------------- | ---------- | ---------- | --------------- | --------------- | --------------- | ------------------ | ------------------ | ------------------ | ----------- | ----------- | ----------- | ------ | ------ |
| apr.-mag. 2021  | Ajaccio         | L2              | 4          | 1          | CF              | -               | -               | -                  | -                  | -                  | -           | -           | -           | 4      | 1      |
| 2021-2022       | Ajaccio         | L2              | 18         | 1          | CF              | 1               | 0               | -                  | -                  | -                  | -           | -           | -           | 19     | 1      |
| Totale Ajaccio  | Totale Ajaccio  | Totale Ajaccio  | 22         | 2          |                 | 1               | 0               |                    | -                  | -                  |             | -           | -           | 23     | 2      |
| sett. 2022-2023 | Brest           | L1              | 4          | 0          | CF              | 1               | 0               | -                  | -                  | -                  | -           | -           | -           | 5      | 0      |
| 2023-2024       | Rodez           | L2              | 13         | 5          | CF              | 0               | 0               | -                  | -                  | -                  | -           | -           | -           | 13     | 5      |
| Totale carriera | Totale carriera | Totale carriera | 39         | 7          |                 | 2               | 0               |                    | -                  | -                  |             | -           | -           | 41     | 7      |

### Cronologia presenze e reti in nazionale
| Cronologia completa delle presenze e delle reti in nazionale ― Guadalupa | Cronologia completa delle presenze e delle reti in nazionale ― Guadalupa | Cronologia completa delle presenze e delle reti in nazionale ― Guadalupa | Cronologia completa delle presenze e delle reti in nazionale ― Guadalupa | Cronologia completa delle presenze e delle reti in nazionale ― Guadalupa | Cronologia completa delle presenze e delle reti in nazionale ― Guadalupa | Cronologia completa delle presenze e delle reti in nazionale ― Guadalupa | Cronologia completa delle presenze e delle reti in nazionale ― Guadalupa |
| Data                                                                     | Città                                                                    | In casa                                                                  | Risultato                                                                | Ospiti                                                                   | Competizione                                                             | Reti                                                                     | Note                                                                     |
| ------------------------------------------------------------------------ | ------------------------------------------------------------------------ | ------------------------------------------------------------------------ | ------------------------------------------------------------------------ | ------------------------------------------------------------------------ | ------------------------------------------------------------------------ | ------------------------------------------------------------------------ | ------------------------------------------------------------------------ |
| 7-9-2023                                                                 | Basseterre                                                               | Saint Kitts e Nevis                                                      | 1 – 2                                                                    | Guadalupa                                                                | CONCACAF Nations League 2023-2024 - 1º turno                             | 1                                                                        | 70’                                                                      |
| 10-9-2023                                                                | Sainte-Anne                                                              | Guadalupa                                                                | 4 – 0                                                                    | Sint Maarten                                                             | CONCACAF Nations League 2023-2024 - 1º turno                             | -                                                                        | 76’                                                                      |
| 16-11-2023                                                               | Bridgetown                                                               | Sint Maarten                                                             | 0 – 2                                                                    | Guadalupa                                                                | CONCACAF Nations League 2023-2024 - 1º turno                             | -                                                                        | 65’                                                                      |
| 19-11-2023                                                               | Sainte-Anne                                                              | Guadalupa                                                                | 5 – 0                                                                    | Saint Kitts e Nevis                                                      | CONCACAF Nations League 2023-2024 - 1º turno                             | 2                                                                        | 62’ 90+1’                                                                |
| 11-10-2024                                                               | Le Gosier                                                                | Guadalupa                                                                | 0 – 1                                                                    | Martinica                                                                | CONCACAF Nations League 2024-2025 - 1º turno                             | -                                                                        | 62’                                                                      |
| 20-6-2025                                                                | San Jose                                                                 | Giamaica                                                                 | 2 – 1                                                                    | Guadalupa                                                                | Gold Cup 2025 - 1° turno                                                 | -                                                                        | 82’                                                                      |
| 24-6-2025                                                                | Houston                                                                  | Guadalupa                                                                | 2 – 3                                                                    | Guatemala                                                                | Gold Cup 2025 - 1° turno                                                 | -                                                                        |                                                                          |
| Totale                                                                   |                                                                          | Presenze                                                                 | 7                                                                        |                                                                          | Reti                                                                     | 3                                                                        |                                                                          |